# 國道21號 (芬蘭)
國道21號（芬蘭語：Valtatie 21）是一條芬蘭公路，與芬—瑞邊境大致平行。南起托爾尼奧，北止於挪、瑞、芬邊界的基爾皮斯耶爾維，全長459公里。
此路是歐洲E8公路的一部分。